# Mangan(II)-tellurid
Mangan(II)-tellurid ist eine anorganische chemische Verbindung des Mangans aus der Gruppe der Telluride.

## Gewinnung und Darstellung
Mangan(II)-tellurid kann durch Reaktion von stöchiometrischen Mengen von Mangan mit Tellur bei etwa 700 °C gewonnen werden. Die dabei entstehenden Spuren von Manganditellurid müssen anschließend entfernt werden.
{\displaystyle \mathrm {Mn+Te\longrightarrow MnTe} }

## Eigenschaften
Mangan(II)-tellurid ist ein dunkelgrauer Feststoff, der praktisch unlöslich in Wasser ist. Er ist ein Halbleiter (kommt p-dotiert vor) und besitzt bei Raumtemperatur eine hexagonale Kristallstruktur vom Nickelarsenidtyp mit der Raumgruppe P63/mmc (Raumgruppen-Nr. 194). Bei Temperaturen zwischen 35 und 55 °C (je nach Quelle) findet ein Übergang von antiferromagnetisch zu paramagnetisch statt. Bei 955 °C (hexagonal vom Wurtzit-Typ), 1020 °C (kubische Sphaleritstruktur) und 1055 °C (kubische Natriumchloridstruktur) finden Phasenübergänge zu anderen Kristallstrukturen statt. Zwei weitere Kristallstrukturen entstehen bei hohen Drücken von 10 und 24 GPa.

## Verwendung
Mangan(II)-tellurid wird in der Forschung verwendet. Es kommt auch als Bestandteil von einigen Stahlsorten vor.

## Verwandte Verbindungen
Neben Mangan(II)-tellurid ist mit Manganditellurid (MnTe2) mindestens ein weiteres Mangantellurid bekannt.